# Smilisca fodiens
A Smilisca fodiens a kétéltűek (Amphibia) osztályának békák (Anura) rendjébe és a levelibéka-félék (Hylidae) családjába tartozó faj.

## Előfordulása
A faj Mexikóban és az Egyesült Államokban él. Természetes élőhelye szubtrópusi vagy trópusi száraz erdők, szubtrópusi vagy trópusi nedves síkvidéki erdők, szubtrópusi vagy trópusi száraz bozótosok, szubtrópusi vagy trópusi nedves síkvidéki rétek, időszakos édesvizű mocsarak, mérsékelt klímájú sivatagok. A fajt élőhelyének elvesztése fenyegeti.